# Thagria fuga
Thagria fuga är en insektsart som beskrevs av Nielson 1977. Thagria fuga ingår i släktet Thagria och familjen dvärgstritar. Inga underarter finns listade i Catalogue of Life.